# 碘化钙
碘化钙，化学式CaI2。

## 性质
六水合碘化钙是一种无色至黄白色味苦有潮解性的结晶或粉末，易溶于水，微溶于乙醇、丙酮，水溶液呈中性。遇酸分解游离出碘或生成氢碘酸。六水物与碘化铵在碘化氢或干燥氮气流中加热脱水，可得无水物。
碘化钙会缓慢与空气中的氧气及二氧化碳反应，生成单质碘，从而使其颜色加深。
法国化学家亨利·莫瓦桑通过用纯金属钠还原碘化钙，首次制得了单质钙。

## 结构
无水碘化钙是一种高熔点的固体，为六方晶系碘化镉型结构。气态时则以直线型分子的形式存在。

## 制备
1、碘在蒸馏水中与通入的硫化氢气体反应，生成乳白色的碘化氢溶液，过滤后加入氢氧化钙至碱性，再经过滤，得碘化钙溶液。后经脱色、过滤、加热浓缩、稀释、过夜、过滤、加热蒸发浓缩、急速用冰水冷却以及粉碎，得碘化钙成品。
{\displaystyle {\rm {\ H_{2}S+I_{2}\rightarrow 2HI+S}}}
{\displaystyle {\rm {\ 2HI+Ca(OH)_{2}\rightarrow CaI_{2}+2H_{2}O}}}
2、由碘与铁化合制得的碘化亚铁与氢氧化钙反应而得。
{\displaystyle {\rm {\ FeI_{2}+Ca(OH)_{2}\rightarrow CaI_{2}+Fe(OH)_{2}}}}

## 用途
碘化钙在医药上是碘化钾的代用品。此外它也用作照相胶卷的感光乳剂、碘化氢的干燥剂。消防工业中用于配制灭火剂。